# زميري ليم
زميري ليم ملك سوري وهو آخر ملوك مملكة ماري الواقعة على الفرات الأوسط شرق سوريا وكان لها سلطتها وقوتها، واستطاع زميري ليم مواجهة الاشوريين وما قام بها شمشي آددالأول ملك آشور وبعد أن هزم يخدون ليم واستولى على ماري، انتقل الملك زميري إلى مملكة يمحاض وهي حلب حالياً وأقام فيها فترة وتزوج ابنه اٍبنت الملك اليمحاضي والتي تدعى {شبيتو } حتى اٍستطاع أن يجهز جيشاً قويآ بمساعدة ملك يمحاض حيث تمكن بهذا الجيش من هزيمة الآشوريين واٍستعادة عرش ماري وطرد منها يسمخ آدد ابن شمشي آدد الأول .

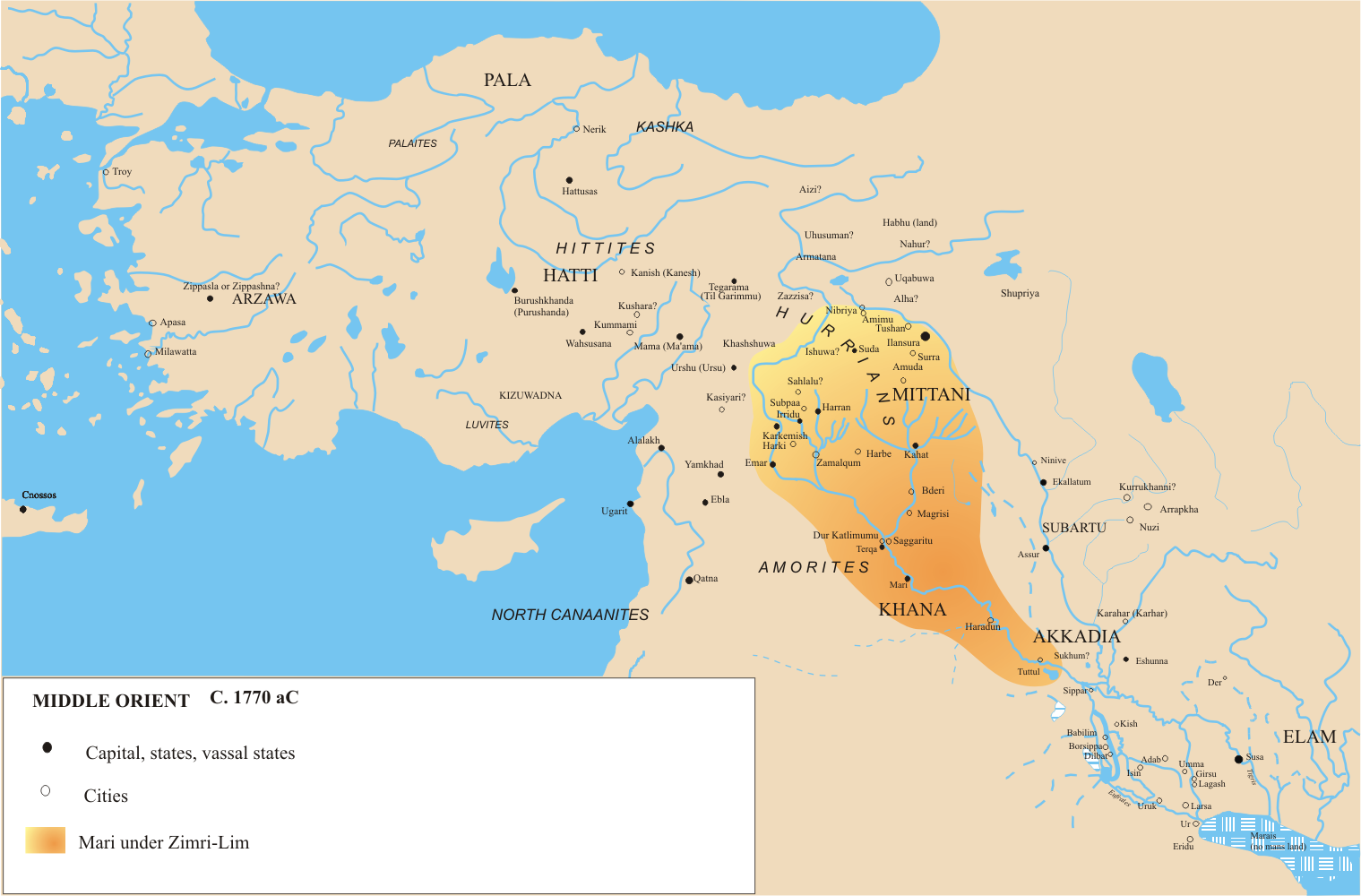
أراضي مملكة ماري تحت حكم زيمري ليم حوالي عام 1767 قبل الميلاد

استمر حكم زميري ليم لماري قرابة 15 سنة / 1775-1760/قبل الميلاد، عاشت مملكة ماري أزهى عصورها في فترة حكمه حتى عام / 1759/ قبل الميلاد .